# Hadak Ura
A Hadak Ura, vagy röviden Hadúr a régi magyar vallásban a tűz istene, később a háború istene lett.  A magyar mitológiában Arany Atyácska és Arany Anyácska, a két főisten harmadik fia. Két bátyja van, a Napkirály és Szélkirály. A mennyben, a Világfa tetejének első szintjén áll Arany Atyácska vára, alatta a Napkirály Arany Erdeje, alatta a Szélkirály Ezüst Erdeje, és Hadúr Réz Erdeje a harmadik. Itt él ő az istenek kovácsaként. Nagy férfiként írják le hosszú hajjal, tiszta réz páncéllal és fegyverekkel, mert a réz az ő szent fémje. Feltételezések szerint ő készítette a legendás kardot, Isten kardját. amelyet Attila fedezett fel és amellyel biztosította a hatalmát. A magyarok régen fehér csődört áldoztak neki csata előtt.
Hadúr alakját a 19. század elején, a nemzeti romantika korának irodalmárai fedezték fel újból, klasszikus és középkori minták alapján, amikor megpróbálták feleleveníteni a honfoglaló magyarok ősvallását.

## Fordítás
- Ez a szócikk részben vagy egészben  a   Hadúr című angol Wikipédia-szócikk ezen változatának fordításán alapul.  Az eredeti cikk szerkesztőit annak laptörténete sorolja fel. Ez a jelzés csupán a megfogalmazás eredetét és a szerzői jogokat jelzi, nem szolgál a cikkben szereplő információk forrásmegjelöléseként.